# إيغور موروزوف
إيغور موروزوف (بالإستونية: Igor Morozov) (و. 1989  م) هو لاعب كرة قدم، من إستونيا، ولد في تالين، يلعب كمُدَافِع.

## روابط خارجية
- إيغور موروزوف على موقع الاتحاد الدولي (مؤرشف)  (الإنجليزية)
- إيغور موروزوف على موقع الاتحاد الأوربي (الإنجليزية)
- إيغور موروزوف على موقع اتحاد إستونيا (الإنجليزية)
- إيغور موروزوف على موقع قاعدة بيانات كرة القدم.إي يو (الإنجليزية)
- إيغور موروزوف على موقع ناشيونال فوتبول تيمز (الإنجليزية)
- إيغور موروزوف على موقع Soccerway.com (الإنجليزية)